# Джамбулатов, Магомед Мамаевич
Магоме́д Мама́евич Джамбула́тов (25 декабря 1925 — 25 декабря 2009) — доктор ветеринарных наук (1967), профессор (1968), член-корреспондент РАСХН (1993).
38 лет был ректором Дагестанского сельскохозяйственного института (1960—1998) и затем 10 лет, после его переименования — президентом Дагестанской государственной сельскохозяйственной академии (1999—2009).

## Биография
Родился 25 декабря 1925 году в селении Сталинаул Буйнакского района в семье пастуха.
по национальности Кумык.
После окончания в 1943 году Буйнакского зооветеринарного техникума работал заведующим ветеринарным пунктом Гунибского района.

### Великая Отечественная война
В 1944 году добровольно ушел на фронт, воевал в звании лейтенанта ветеринарной службы, служил военветфельдшером 377-го фронтового лазарета в составе войск 3-го Белорусского фронта в Восточной Пруссии.
Был награждён орденом Отечественной войны II степени, медалями «За победу над Германией», «За доблестный труд в Великой Отечественной войне 1941—1945 гг.», а медаль «За оборону Кавказа» получил, будучи ещё студентом техникума.

### Научная карьера
По окончании войны поступил и окончил (1950) Дагестанский СХИ, ветеринарный факультет).
В 1951—1954 гг. обучается в аспирантуре Ленинградского ветеринарного института, которую оканчивает в 1954 г. с досрочной защитой диссертации.
Ассистент ДагСХИ (1954), доцент (1954) кафедры патологии и терапии, декан зоотехнического факультета и доцент кафедры (1955), заместитель директора по учебной работе (1956—1960).
В 1960 году, в возрасте 33 лет возглавил Дагестанский сельскохозяйственный институт, и был его ректором до 1998 года.
В 1967 г. успешно защитил диссертацию на соискание ученой степени доктора ветеринарных наук в Ленинградском ветеринарном институте.
С 1998 года — президент Дагестанской государственной сельскохозяйственной академии.
За год до его смерти — в 2008 году, ректором академии (с 2012 года — университета) стал его сын Зайдин Магомедович Джамбулатов.
Умер 25 декабря 2009 года.

## Научная деятельность
Является разработчиком применения биологических стимуляторов в птицеводстве; методов профилактики и лечения болезней органов пищеварения жвачных животных; диагностики, лечения и профилактики нарушений обмена веществ у овец в условиях крупных животноводческих ферм. Принимал участие в разработке проблем развития животноводства Дагестана, профилактики и лечения болезней рогатого скота неизвестной этиологии в связи с изменением флоры и фауны, вызванным резким подъёмом уровня Каспийского моря, методов получения экологически чистой продукции животноводства и растениеводства.
Опубликовано большое количество научных трудов, в том числе свыше 30 книг и брошюр, из них одна монография и один патент на изобретение.

## Награды и признание
Награждён 11-ю орденами, 33-я медалями СССР и Российской Федерации, в том числе: орденами «Знак Почета» (1961, 1966), Трудового Красного Знамени (1971, 1986), Отечественной войны II степени (1985), Почета (1996), Дружбы, «За заслуги перед Отечеством» IV степни (17 мая 2006 года, № 486).
Награждён Почетной грамотой Президиума Верховного Совета ДАССР.
Лауреат Государственной премии РД в области общественных, естественных наук и техники.
Почетные звания «Заслуженный деятель науки Российской Федерации», «Заслуженный деятель науки Республики Дагестан».
Член-корреспондент Российской академии сельскохозяйственных наук.
Почетный гражданин города Махачкала.
В 2010 году Дагестанской государственной сельскохозяйственной академии присвоено имя им. М. М. Джамбулатова.
В 2012 году в с. Атлан-аул Буйнакского района перед зданием средней школой был установлен памятник М. М. Джамбулатову.

## Семья
- Отец, Джамбулатов Мама
- Супруга, Джамбулатова Разия Исаевна[5]
- Сын, Джамбулатов Зайдин Магомедович